# Höegh Esperanza
Höegh Esperanza – плавуча установка з регазифікації та зберігання (Floating storage and regasification unit, FSRU) зрідженого природного газу (ЗПГ), споруджена для норвезької компанії Höegh.

## Загальна інформація
Судно спорудили в 2018 році на верфі південнокорейської Hyundai Heavy Industries в Ульсані.
Розміщена на борту Hoegh Esperanza регазифікаційна установка здатна видавати 5 млрд м3 на рік, а зберігання ЗПГ відбувається у резервуарах загальним об’ємом 170000 (за іншими даними – 167042) м3. 
За необхідності, судно може використовуватись як звичайний ЗПГ-танкер та пересуватись до місця призначення зі швидкістю 16 (максимальна – 18) вузлів.

## Служба судна
В листопаді 2018-го Hoegh Esperanza прибула на китайський термінал у Тяньцзіні в межах виконання трирічного (із можливістю подовження на один рік) контракту з компанією CNOOC. При цьому установка працювала на терміналі в холодну пору року, коли зростає попит на природний газ для опалення приміщень, тоді як в теплий сезон судно використовували як ЗПГ-танкер. У підсумку CNOOC скористалась правом на подовження і в листопаді 2021-го Hoegh Esperanza розпочала четвертий сезон у Тяньцзіні.
Певний час планували, що саме Hoegh Esperanza візьметься за роботу на плавучому регазифікаційному терміналі у австралійському Кріб-Пойнт. Втім, реалізація цього проекту затримувалась через проблеми із отриманням дозволів, а в 2021-му він був взагалі скасований.
На початку 2022-го в Європі виник попит на регазифікаційні установки, що могли б допомогти якнайшвидше зменшити закупівлі блакитного палива у Росії, яка розпочала повномасштабне вторгнення до України. Як наслідок Hoegh виділила Hoegh Esperanza для роботи на терміналі у Вільгельмсгафені за контрактом із федеральним урядом Німеччини. В середині грудня 2022-го установка прибула до Вільгельмсгафену з вантажем ЗПГ, що призначався для проведення пусконалагоджувальних процедур. 17 грудня відбулось урочисте відкриття терміналу, який став першим об’єктом такого типу в Німеччині.